# Driftwood Range
Driftwood Range är ett berg i Kanada.   Det ligger i provinsen British Columbia, i den centrala delen av landet, 3 700 km väster om huvudstaden Ottawa. Toppen på Driftwood Range är 2 027 meter över havet, eller 1 027 meter över den omgivande terrängen. Bredden vid basen är 17,4 km.
Terrängen runt Driftwood Range är varierad. Trakten runt Driftwood Range är nära nog obefolkad, med mindre än två invånare per kvadratkilometer.. Det finns inga samhällen i närheten.
I omgivningarna runt Driftwood Range växer i huvudsak barrskog.